# ラックマウント型サーバ

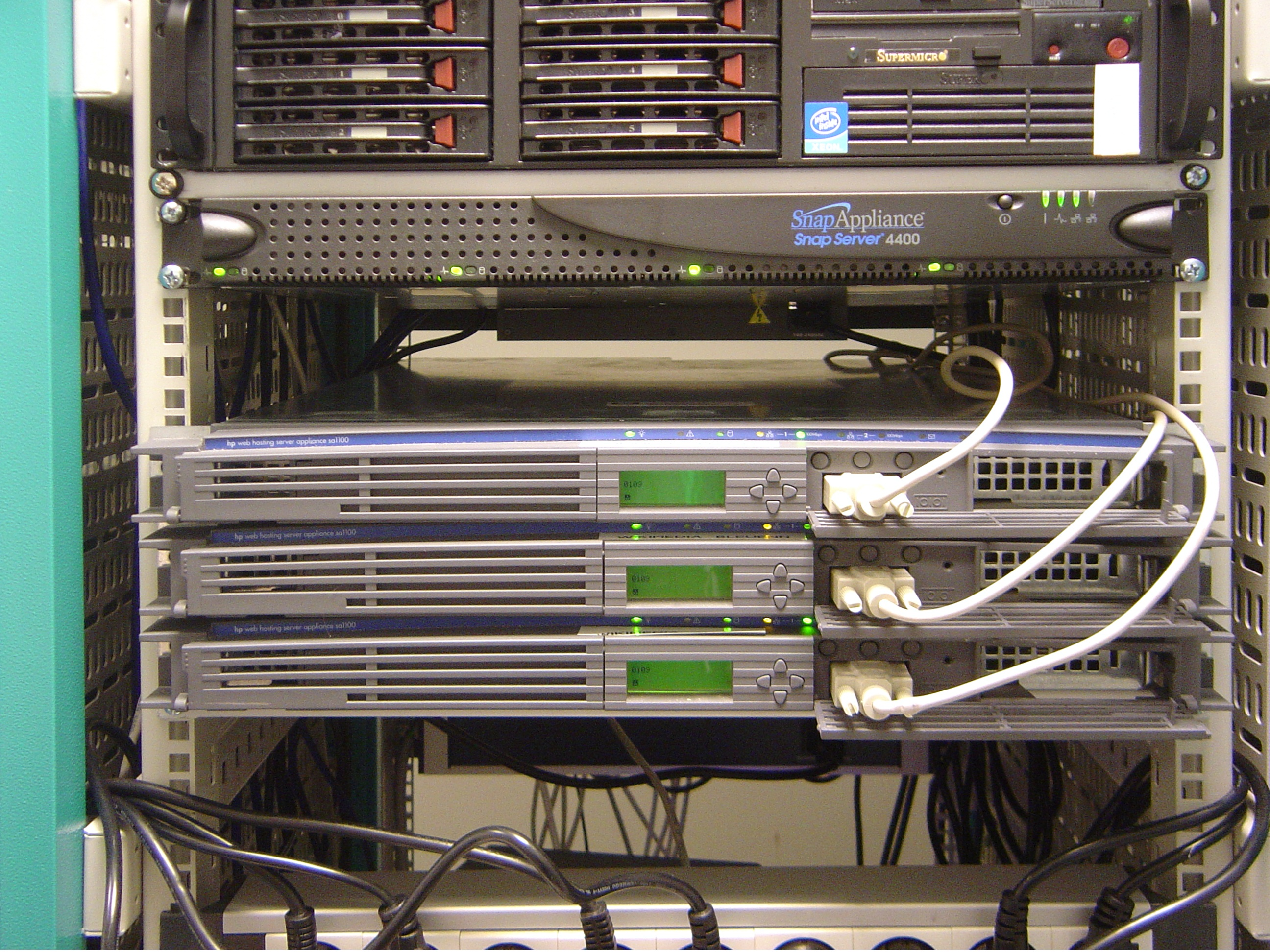
ラックマウント型サーバ

ラックマウント型サーバ（ラックマウントがたサーバ）は、インターネットデータセンター(iDC)等に設置されている電子機器収納専用ラックに設置するのに適した形状のサーバである。略してラックサーバと呼ばれることが多い。また大きさ（厚さ）を表現するときにU（ユニット）を使用するため、1Uサーバなどの呼び方もラックサーバを差していることが多い。宅配ピザの箱の形に似ていることから、ピザボックスサーバと呼ばれることもある。

## 規格
JISやEIAによってサイズが規定されており、1Uサーバは高さ約45mm×幅約19インチ×奥行き約540mmとなっている（マウントラックはこれ故「19インチラック」の別名がある）。一般向けのデスクトップPCと比べて薄く平たい形状であり、iDCに設置されているラックにより多く設置できる形に設計されている。2Uサーバは1Uサーバに比べ高さが2倍、3Uサーバは3倍のサーバである。このようにUが大きくなるにつれて高さのみ大きくなる。
また、1Uのスペースに2台設置できる1Uハーフサーバというものがある。これは奥行きが1Uサーバの半分であり、背中合わせに設置することで、1Uサーバのサイズで2台設置できる。また、2Uハーフサーバもあり、こちらも同様に奥行きのみ半分のサイズである。
多機能・高性能なネットワークスイッチやルータも1Uで規格されている物が多い。また市販されているスイッチングハブでも、ポート数が多いものだとラック取り付け用金具が付属していることも多い。
情報装置のほか、保守用のKVMコンソール（ラックマウントKVM）、格納式の液晶ディスプレイ、無停電電源、配電盤、分配器などが生産されている。

## ラック
19インチラックとは、上記のようにiDCに設置されている、ラックサーバを効率的に設置できる形状の収納ラックである。iDCのラックはコンピュータを設置することを目的に設計されているため、ラック内の冷却性・耐震性が高く、電源供給とネットワーク接続も完備されている。
しかし実際にはラック一杯にサーバを設置すると、電源のブレーカーが落ちたり熱がこもってサーバが破損してしまう可能性が高くなる。また機器の総重量によっては、ラック自体の耐荷重や、建物のフロア強度を上回る可能性もあり、最悪ラック自体の破損、建物の床が抜ける等のトラブルにつながる。そのため、40Uサイズのラックであっても、1Uサーバを40台詰め込み稼働させることは推奨されない。
サーバの設置には、ラックに設置されてあるマウントアングルと呼ばれる4本の柱のような物と、サーバの付属品のマウントレールを使用してサーバを固定する。マウントアングルには縦に正方形の穴が並んでおり、その穴にナットとネジを使用してマウントレールをマウントアングルに対して垂直に固定する。マウントレールは左右2本設置し、その間にサーバを差し込み、両脇のラックマウントハンドルをボルトでアングルに留める事で、ラックからサーバを容易く抜き差しできるように設置することが出来る。
マウントアングルに空いている穴は通常1U当たり3個（EIA規格のユニバーサルピッチの場合）のものが多い（JIS規格の場合など、1Uあたりの個数が異なることもある）。例えば40Uのラックであれば、ひとつのマウントアングルに120個の穴が空いていることになる。

## 特徴

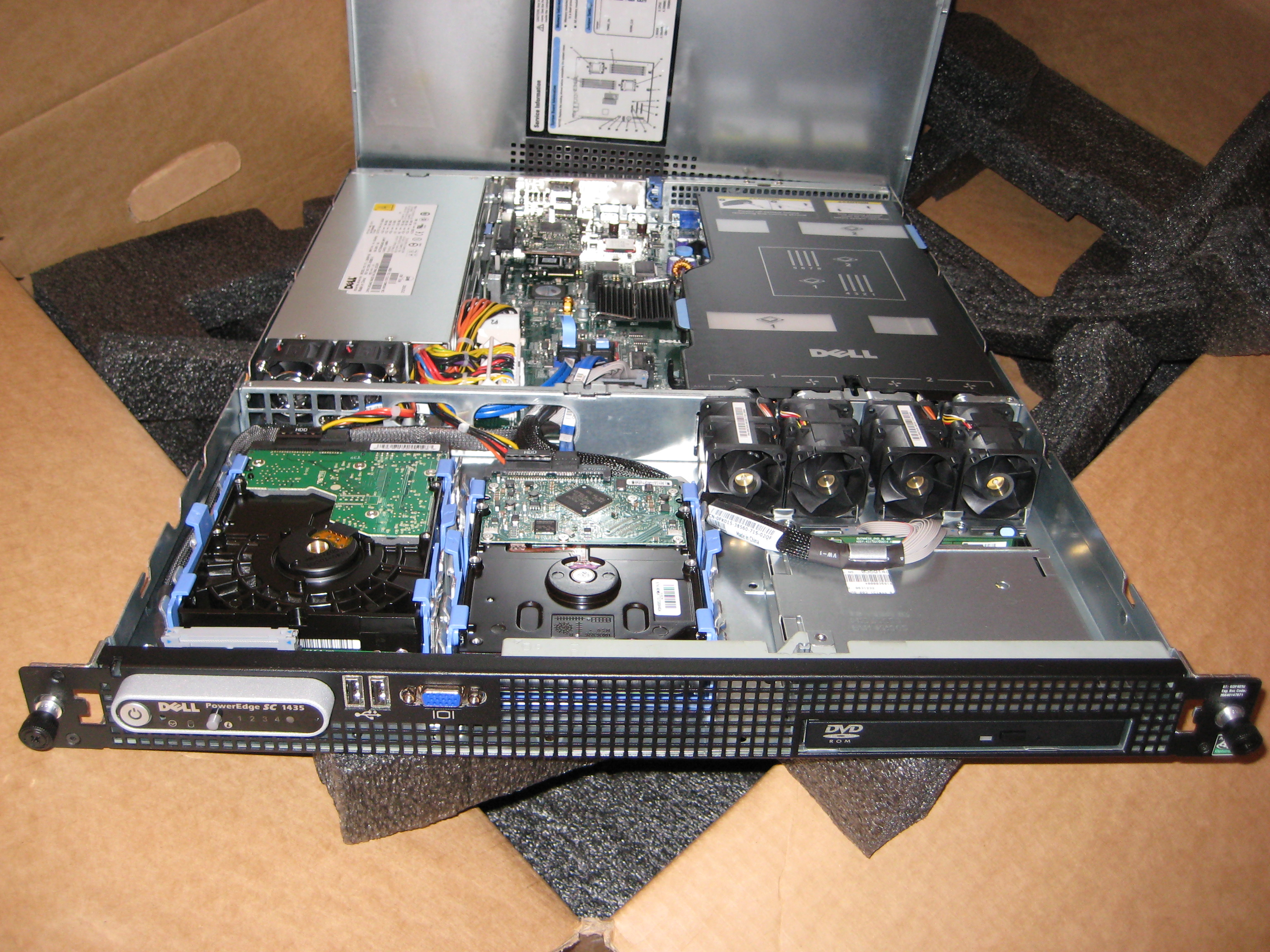
1Uサーバーの「DELL PowerEdge SC 1435」の内部

個人・家庭向けのPCを見慣れたユーザーにとっては外観も特徴的であるが、他にも多くの特徴がある。
- パーツ自体も小型だが高性能であり、さらに小径・高速回転のファンを多く搭載することが一般的であり騒音が凄まじい。
- ケース開閉・パーツ交換が容易である
- 電源ケーブル以外の接続ポートが前面に集中している（ハーフサーバの場合は電源も前面にある場合が多い）

その他メーカ、機種によっては
- 前面にキーシリンダーのついたフタがある
- ハードディスクはケースを開かなくても取り出せる
- 電源抜け防止の金具がある
- ケースファンが前面についている。

等の特徴がある。